# Agabus ragazzii
Agabus ragazzii är en skalbaggsart som beskrevs av Régimbart 1887. Agabus ragazzii ingår i släktet Agabus och familjen dykare. Inga underarter finns listade i Catalogue of Life.